# Cervantes y Lozada
Cervantes y Lozada, también llamado Santa Rosa, es una comunidad rural perteneciente al municipio de Córdoba Veracruz. Se localiza al noreste de la ciudad de Córdoba, en la congregación Buenos Aires, en la regionalmente llamada Sierra del Gallego en el mismo municipio. Se localiza a una altitud de 1120 m. Cuenta con una población de alrededor de 250 habitantes.

## Fundación
No se sabe bien la fecha, pero aproximadamente por el año 1900 ya había gente establecida en este lugar, debido a la riqueza del suelo y el clima favorable para el cultivo de café. Pero su forma actual la tomó aproximadamente 50 años más tarde, poco después del éxodo masivo hacia la parte baja del lugar formándose la comunidad llamada El Porvenir, en parte del amplio territorio de la exhacienda de San Francisco Toxpan, muy cerca de la ciudad de Córdoba. El nombre de la comunidad proviene de los apellidos de dos de las primeras familias que se asentaron en este lugar: Los Sorcia, Los Cervantes y los Lozada.

## Historias de la revolución
En aquel lugar, como en todo el país, se sintió la lucha revolucionaria de 1910, quedando como recuerdo los nombres de algunos lugares locales como la joya de "la matanza", llamada así porque allí los rebeldes tenían un campamento donde mataban los animales que se robaban, y había casi todo el tiempo sangre regada.
El mirador es otro lugar de interés, ya que allí se puede observar la ciudad de Córdoba y la parte centro-noroeste del municipio, ya que se comenta, desde allí se mataban a los soldados que caminaban por la parte baja de la serranía, con un solo disparo certero.
Además los locales cuentas las historias de los tiznados, bandidos que se pintaban el rostro con carbón (tizne), y que sembraban terror por la región, ya que saqueaban las casas, violaban a las mujeres y mataban a los hombres; por lo que se cree hay varios tesoros escondidos por la región , ya que generalmente los bandidos los escoindían para luego regresar por ellos.

## Principales actividades
La principal fuente de recursos es el cultivo de café así como plátano y otros cultivos de temporal, como maíz, frijol, chile, calabaza, entre otros. La mayoría de las personas son campesinas.

## Lugares de interés
Cuenta con varios atractivos turísticos, iniciando con la flora y fauna, así como varios miradores. También se encuentran varias cuevas, aunque de difícil acceso por el relieve accidentado, destacando la de "la vaca" y la "del encanto". Debido a la posición no cuenta con importantes cuerpos de agua, solo destacando la llamada "guaje", donde brota una pequeña cantidad de agua que es muy bien utilizada por las personas que trabajan en el campo para tomar o algún otro uso. En la actualidad cuenta con agua potable, pero anteriormente para resolver este problema del agua se construyeron pozos para recolectar el gua de la lluvia; el principal, llamado "jagüey" permanecía con agua todo el año.

## Enlaces
http://mexico.pueblosamerica.com/i/cervantes-y-lozada-santa-rosa/
- Datos: Q5763558